# 観光地の一覧
観光地の一覧（かんこうちのいちらん）は、世界の観光地についての一覧である。

## アジア
日本
中華人民共和国
- 西安
- 蘇州
- 広州
- 天津
- 上海
- 北京
- 万里の長城
- 香港
- マカオ

大韓民国
- 慶州
- ソウル
- 済州島
- 釜山

中華民国 (台湾)
- 台北
- 台南
- 台中
- 高雄
- 桃園

タイ王国
- アユタヤ
- パタヤ
- バンコク
- プーケット
- チェンマイ

ベトナム
- ホーチミン
- ホイアン

マレーシア
- ペナン島
- マラッカ

インドネシア
- ジョグジャカルタ
- バリ島

シンガポール
- シンガポール

フィリピン
- マニラ
- セブ島
- ケソン
- イロイロ
- ミンダナオ島

ミャンマー
- バガン

カンボジア
- アンコール・ワット

インド
ネパール
- エベレスト山

パキスタン
- モヘンジョダロ
- ハラッパー

カザフスタン
- アスタナ
- 天山山脈

タジキスタン
- ワハーン回廊

トルクメニスタン
- 地獄の門

## 太平洋・オセアニア
ミクロネシア
- グアム島
- サイパン島
- テニアン島

オーストラリア
- ケアンズ
- ゴールドコースト (クイーンズランド州)
- パース (西オーストラリア州)

ニュージーランド
- オークランド
- クライストチャーチ

ハワイ
- ホノルル
- ワイキキ

フィジー
- ナンディ

ニューカレドニア
- ヌーメア

## ヨーロッパ
アイスランド
- レイキャビク
- ヴィーク
- シルフラ
- ゲイシール
- ブルーラグーン
- フーサヴィーク
- バトナヨークトル氷河

イギリス
- ロンドン
- バース

イタリア
- ローマ
- ヴェネツィア
- ナポリ
- ピサ
- フィレンツェ

ウクライナ
- キーウ
- ソフィア大聖堂

エストニア
- タリン
- ルンム

オランダ
- アムステルダム

オーストリア
- ウィーン

ギリシャ
- アテネ

キプロス
- ニコシア

アゼルバイジャン
- フレイムタワー

アルメニア
- エレバン
- バトゥミ

ジョージア
- トビリシ

スペイン
- トレド
- バルセロナ

ドイツ
- ベルリン
- ドレスデン
- ブレーメン
- ハイデルベルク
- ロマンチック街道

チェコ
- プラハ

ハンガリー
- ブダペスト

フィンランド
- ヘルシンキ
- ロヴァニエミ

フランス
- ニース
- パリ

ベルギー
- ブルッヘ

ポーランド
ポルトガル
- リスボン
- オビドス

モナコ公国
- モンテカルロ

ルーマニア
- ブカレスト
- ストックホルム
- ブラン城

ロシア
- モスクワ
- ソチ
- ウラジオストク
- カムチャッカ半島
- サンクトペテルブルク
- ヤクーツク
- 聖ワシリイ大聖堂

## 南北アメリカ
アメリカ合衆国
- ワシントンD.C.
- ニューヨーク
- ブルックリン
- サンフランシスコ
- マイアミ
- デンバー
- ラスベガス
- ロサンゼルス
- ディズニーランド
- ディズニーワールド
- 自由の女神
- ハリウッド

アラスカ
- ジュノー
- フェアバンクス

カナダ
- ケベック
- オタワ
- トロント
- ナイアガラの滝
- イエローナイフ

メキシコ
- メキシコシティ
- アカプルコ
- カンクン
- ティフアナ

ブラジル
- マナウス
- リオデジャネイロ
- イグアスの滝

アルゼンチン
- ブエノスアイレス

コロンビア
- カルタヘナ

ベネズエラ
- カラカス
- エンジェル・フォール

ペルー
- クスコ
- マチュピチュ

チリ
- モアイ像

エクアドル
- ガラパゴス諸島

## 中近東・アフリカ
エジプト
- カイロ
- シャルム・エル・シェイク
- ルクソール

エチオピア
- アクスム

ナイジェリア
- アブジャ

モロッコ
- カサブランカ

ケニア
- ナイロビ

南アフリカ共和国
- ケープタウン

マダガスカル
- アンツィラナナ

セーシェル
アラブ首長国連邦
- ドバイ

イラン
- テヘラン

サウジアラビア
- リヤド

ヨルダン
- アンマン
- 死海

レバノン
- ベイルート

トルコ
- イスタンブール
- アンカラ
- カッパドキア

イスラエル
- エルサレム